# فارنيزي

شعار فارنيزي

فارنيزي (Farnese) عائلة ذات نفوذ من عصر النهضة الإيطالي ، تولت دوقية بارما ويـُذكر من بين أهم أعضاءها البابا بولس الثالث.
عدة أعمال معمارية وأثرية هامة مرتبطة بأسرة فارنيزي ، سواء من بالبناء أو بالشراء ، بما فيها رخاميات فارنيزي . ويشمل ذلك قصر فارنيزي في روما وفيلا فارنيزي في كابرارولا.